# Lem Barney
Lemuel Jackson Barney (Gulfport, Misisipi, 8 de septiembre de 1945), más conocido como Lem Barney, es un exjugador profesional estadounidense de fútbol americano que se desempeñó en la posición de cornerback en la National Football League (NFL). Es miembro del Salón de la Fama del Fútbol Americano Profesional.

## Carrera
Barney jugó como profesional once temporadas en Detroit Lions (1967-1977), equipo en el que se retiró.

## Reconocimiento
El 1 de agosto de 1992, ingresó como miembro al Salón de la Fama del Fútbol Americano Profesional.